# Erythrus westwoodii
Erythrus westwoodii är en skalbaggsart som beskrevs av White 1853. Erythrus westwoodii ingår i släktet Erythrus och familjen långhorningar. Inga underarter finns listade i Catalogue of Life.